# Llista d'asteroides/134501–134600
| Nom      | Designació provisional | Data de descobriment | Lloc de descobriment | Descobridor/s                           |
| -------- | ---------------------- | -------------------- | -------------------- | --------------------------------------- |
| 134501 - | 1999 CK45              | 10 de febrer, 1999   | Socorro              | LINEAR                                  |
| 134502 - | 1999 CW81              | 12 de febrer, 1999   | Socorro              | LINEAR                                  |
| 134503 - | 1999 CO91              | 10 de febrer, 1999   | Socorro              | LINEAR                                  |
| 134504 - | 1999 CL95              | 10 de febrer, 1999   | Socorro              | LINEAR                                  |
| 134505 - | 1999 CG98              | 10 de febrer, 1999   | Socorro              | LINEAR                                  |
| 134506 - | 1999 CZ108             | 12 de febrer, 1999   | Socorro              | LINEAR                                  |
| 134507 - | 1999 CR142             | 10 de febrer, 1999   | Kitt Peak            | Spacewatch                              |
| 134508 - | 1999 CA147             | 9 de febrer, 1999    | Kitt Peak            | Spacewatch                              |
| 134509 - | 1999 FC8               | 20 de març, 1999     | Socorro              | LINEAR                                  |
| 134510 - | 1999 FT21              | 24 de març, 1999     | Monte Agliale        | M. M. M. Santangelo                     |
| 134511 - | 1999 FK35              | 20 de març, 1999     | Socorro              | LINEAR                                  |
| 134512 - | 1999 GC58              | 7 d'abril, 1999      | Socorro              | LINEAR                                  |
| 134513 - | 1999 JN42              | 10 de maig, 1999     | Socorro              | LINEAR                                  |
| 134514 - | 1999 JK123             | 13 de maig, 1999     | Socorro              | LINEAR                                  |
| 134515 - | 1999 JL124             | 10 de maig, 1999     | Socorro              | LINEAR                                  |
| 134516 - | 1999 KM10              | 18 de maig, 1999     | Socorro              | LINEAR                                  |
| 134517 - | 1999 NN                | 7 de juliol, 1999    | Reedy Creek          | J. Broughton                            |
| 134518 - | 1999 NA18              | 14 de juliol, 1999   | Socorro              | LINEAR                                  |
| 134519 - | 1999 NB21              | 14 de juliol, 1999   | Socorro              | LINEAR                                  |
| 134520 - | 1999 PK3               | 12 d'agost, 1999     | Farpoint             | G. Hug                                  |
| 134521 - | 1999 RU8               | 4 de setembre, 1999  | Kitt Peak            | Spacewatch                              |
| 134522 - | 1999 RD13              | 7 de setembre, 1999  | Socorro              | LINEAR                                  |
| 134523 - | 1999 RR13              | 7 de setembre, 1999  | Socorro              | LINEAR                                  |
| 134524 - | 1999 RH18              | 7 de setembre, 1999  | Socorro              | LINEAR                                  |
| 134525 - | 1999 RW21              | 7 de setembre, 1999  | Socorro              | LINEAR                                  |
| 134526 - | 1999 RX22              | 7 de setembre, 1999  | Socorro              | LINEAR                                  |
| 134527 - | 1999 RY30              | 8 de setembre, 1999  | Socorro              | LINEAR                                  |
| 134528 - | 1999 RQ38              | 12 de setembre, 1999 | Ondřejov             | P. Pravec, P. Kušnirák                  |
| 134529 - | 1999 RD40              | 12 de setembre, 1999 | Catalina             | CSS                                     |
| 134530 - | 1999 RN52              | 7 de setembre, 1999  | Socorro              | LINEAR                                  |
| 134531 - | 1999 RN54              | 7 de setembre, 1999  | Socorro              | LINEAR                                  |
| 134532 - | 1999 RF55              | 7 de setembre, 1999  | Socorro              | LINEAR                                  |
| 134533 - | 1999 RO64              | 7 de setembre, 1999  | Socorro              | LINEAR                                  |
| 134534 - | 1999 RN69              | 7 de setembre, 1999  | Socorro              | LINEAR                                  |
| 134535 - | 1999 RZ70              | 7 de setembre, 1999  | Socorro              | LINEAR                                  |
| 134536 - | 1999 RD77              | 7 de setembre, 1999  | Socorro              | LINEAR                                  |
| 134537 - | 1999 RD83              | 7 de setembre, 1999  | Socorro              | LINEAR                                  |
| 134538 - | 1999 RQ84              | 7 de setembre, 1999  | Socorro              | LINEAR                                  |
| 134539 - | 1999 RV89              | 7 de setembre, 1999  | Socorro              | LINEAR                                  |
| 134540 - | 1999 RZ91              | 7 de setembre, 1999  | Socorro              | LINEAR                                  |
| 134541 - | 1999 RD96              | 7 de setembre, 1999  | Socorro              | LINEAR                                  |
| 134542 - | 1999 RZ101             | 8 de setembre, 1999  | Socorro              | LINEAR                                  |
| 134543 - | 1999 RA119             | 9 de setembre, 1999  | Socorro              | LINEAR                                  |
| 134544 - | 1999 RN124             | 9 de setembre, 1999  | Socorro              | LINEAR                                  |
| 134545 - | 1999 RP124             | 9 de setembre, 1999  | Socorro              | LINEAR                                  |
| 134546 - | 1999 RZ136             | 9 de setembre, 1999  | Socorro              | LINEAR                                  |
| 134547 - | 1999 RL148             | 9 de setembre, 1999  | Socorro              | LINEAR                                  |
| 134548 - | 1999 RY150             | 9 de setembre, 1999  | Socorro              | LINEAR                                  |
| 134549 - | 1999 RN154             | 9 de setembre, 1999  | Socorro              | LINEAR                                  |
| 134550 - | 1999 RF157             | 9 de setembre, 1999  | Socorro              | LINEAR                                  |
| 134551 - | 1999 RQ162             | 9 de setembre, 1999  | Socorro              | LINEAR                                  |
| 134552 - | 1999 RD165             | 9 de setembre, 1999  | Socorro              | LINEAR                                  |
| 134553 - | 1999 RK165             | 9 de setembre, 1999  | Socorro              | LINEAR                                  |
| 134554 - | 1999 RE169             | 9 de setembre, 1999  | Socorro              | LINEAR                                  |
| 134555 - | 1999 RN169             | 9 de setembre, 1999  | Socorro              | LINEAR                                  |
| 134556 - | 1999 RV169             | 9 de setembre, 1999  | Socorro              | LINEAR                                  |
| 134557 - | 1999 RH172             | 9 de setembre, 1999  | Socorro              | LINEAR                                  |
| 134558 - | 1999 RW173             | 9 de setembre, 1999  | Socorro              | LINEAR                                  |
| 134559 - | 1999 RB174             | 9 de setembre, 1999  | Socorro              | LINEAR                                  |
| 134560 - | 1999 RV174             | 9 de setembre, 1999  | Socorro              | LINEAR                                  |
| 134561 - | 1999 RM175             | 9 de setembre, 1999  | Socorro              | LINEAR                                  |
| 134562 - | 1999 RS177             | 9 de setembre, 1999  | Socorro              | LINEAR                                  |
| 134563 - | 1999 RA179             | 9 de setembre, 1999  | Socorro              | LINEAR                                  |
| 134564 - | 1999 RG179             | 9 de setembre, 1999  | Socorro              | LINEAR                                  |
| 134565 - | 1999 RK208             | 8 de setembre, 1999  | Socorro              | LINEAR                                  |
| 134566 - | 1999 RY208             | 8 de setembre, 1999  | Socorro              | LINEAR                                  |
| 134567 - | 1999 RZ212             | 9 de setembre, 1999  | Socorro              | LINEAR                                  |
| 134568 - | 1999 RH215             | 7 de setembre, 1999  | Mauna Kea            | C. A. Trujillo, D. C. Jewitt, J. X. Luu |
| 134569 - | 1999 RH222             | 7 de setembre, 1999  | Anderson Mesa        | LONEOS                                  |
| 134570 - | 1999 RM241             | 14 de setembre, 1999 | Catalina             | CSS                                     |
| 134571 - | 1999 RH246             | 7 de setembre, 1999  | Socorro              | LINEAR                                  |
| 134572 - | 1999 RV248             | 7 de setembre, 1999  | Kitt Peak            | Spacewatch                              |
| 134573 - | 1999 SK3               | 22 de setembre, 1999 | Socorro              | LINEAR                                  |
| 134574 - | 1999 SF14              | 29 de setembre, 1999 | Catalina             | CSS                                     |
| 134575 - | 1999 SL15              | 30 de setembre, 1999 | Catalina             | CSS                                     |
| 134576 - | 1999 SX15              | 30 de setembre, 1999 | Catalina             | CSS                                     |
| 134577 - | 1999 SY27              | 27 de setembre, 1999 | Socorro              | LINEAR                                  |
| 134578 - | 1999 TN7               | 7 d'octubre, 1999    | Višnjan Observatory  | K. Korlević, M. Jurić                   |
| 134579 - | 1999 TC14              | 13 d'octubre, 1999   | Prescott             | P. G. Comba                             |
| 134580 - | 1999 TE19              | 11 d'octubre, 1999   | Uccle                | T. Pauwels                              |
| 134581 - | 1999 TX28              | 4 d'octubre, 1999    | Socorro              | LINEAR                                  |
| 134582 - | 1999 TZ31              | 4 d'octubre, 1999    | Socorro              | LINEAR                                  |
| 134583 - | 1999 TA34              | 4 d'octubre, 1999    | Socorro              | LINEAR                                  |
| 134584 - | 1999 TU44              | 3 d'octubre, 1999    | Kitt Peak            | Spacewatch                              |
| 134585 - | 1999 TN56              | 6 d'octubre, 1999    | Kitt Peak            | Spacewatch                              |
| 134586 - | 1999 TA61              | 7 d'octubre, 1999    | Kitt Peak            | Spacewatch                              |
| 134587 - | 1999 TZ62              | 7 d'octubre, 1999    | Kitt Peak            | Spacewatch                              |
| 134588 - | 1999 TK64              | 8 d'octubre, 1999    | Kitt Peak            | Spacewatch                              |
| 134589 - | 1999 TB94              | 2 d'octubre, 1999    | Socorro              | LINEAR                                  |
| 134590 - | 1999 TO96              | 2 d'octubre, 1999    | Socorro              | LINEAR                                  |
| 134591 - | 1999 TJ104             | 3 d'octubre, 1999    | Socorro              | LINEAR                                  |
| 134592 - | 1999 TK111             | 4 d'octubre, 1999    | Socorro              | LINEAR                                  |
| 134593 - | 1999 TR121             | 4 d'octubre, 1999    | Socorro              | LINEAR                                  |
| 134594 - | 1999 TZ121             | 4 d'octubre, 1999    | Socorro              | LINEAR                                  |
| 134595 - | 1999 TS123             | 4 d'octubre, 1999    | Socorro              | LINEAR                                  |
| 134596 - | 1999 TD125             | 4 d'octubre, 1999    | Socorro              | LINEAR                                  |
| 134597 - | 1999 TE128             | 4 d'octubre, 1999    | Socorro              | LINEAR                                  |
| 134598 - | 1999 TQ147             | 7 d'octubre, 1999    | Socorro              | LINEAR                                  |
| 134599 - | 1999 TF148             | 7 d'octubre, 1999    | Socorro              | LINEAR                                  |
| 134600 - | 1999 TO149             | 7 d'octubre, 1999    | Socorro              | LINEAR                                  |